# Gewog di Lamgong
Il gewog di Lamgong è uno dei dieci raggruppamenti di villaggi del distretto di Paro, nella regione Occidentale, in Bhutan.